# Камбрийски взрив
Камбрийският взрив е сравнително кратък интервал от време през периода камбрий, когато всички големи животински типове започват да се появяват във вкаменелостите. Продължава между 13 и 25 милиона години и довежда до дивергенцията на повечето днешни животни. Събитието е придружено от голямо разнообразяване и при други групи организми.
Преди Камбрийския взрив повечето организми са относително прости, съставени от индивидуални клетки. С внезапното ускоряване на диверсификацията, разнообразието на земния живот започва да става много по-сложно и заприличва на това, което се наблюдава днес по света. Почти всички животински типове, съществуващи днес, са се появили именно през този период. Това включва и най-ранните хордови. Особено важен момент от Камбрийския взрив е така наречената скелетна революция, когато организмите започват да развиват външни скелети, което в голяма степен е свързано с новосъздалия се вид отношение в природата – между хищник и жертва.
Вероятна причина за възникването на Камбрийския взрив се смята временно увеличение на кислорода в древния световен океан, което преминава определен екологичен праг и благоприятства появата на хищници. Месоядните от своя страна довеждат до бурна надпревара в животинския свят, като по този начин много бързо се развиват различни видове сложни тела и поведения.